# Lyudmyla Kichenok
Lyudmyla Viktorivna Kichenok (ucraniano: Людмила Вікторівна Кіченок; nascida em 20 de julho de 1992) é uma tenista profissional ucraniana. 
Em parceria com o croata Mate Pavić, ela venceu o Torneio de Wimbledon de 2023 em duplas mistas e dedicou esse título à Ucrânia. Em 20 de março de 2023, ela alcançou a 7ª posição no ranking de duplas. Kichenok ganhou nove títulos de duplas femininas no WTA Tour, incluindo quatro com sua irmã gêmea Nadiia. Em 21 de julho de 2014, ela alcançou o ranking de simples mais alto de sua carreira, no 156º lugar do mundo.

## Carreira profissional

### 2015–2016: Dois títulos de duplas com a irmã no WTA Tour e vitória no Top 10 de simples
Em janeiro, Lyudmyla conquistou seu primeiro título de duplas WTA junto com sua irmã. Elas se recuperaram de uma desvantagem de 5-0 no "tiebreak" do segundo set vencendo a partida final do Shenzhen Open contra a dupla chinesa Liang Chen e Wang Yafan por 6-4 e 7-66. Esta vitória fez das Kichenoks a segunda dupla de gêmeas, depois de Karolína Plíšková e Kristýna Plíšková, a conquistar um título de duplas pela WTA. Anteriormente, elas haviam sido vice-campeães em Tashkent em 2011 e em Shenzhen em 2014.
Durante o Tianjin Open, Lyudmyla causou a maior surpresa do torneio com uma vitória entre as 10 primeiras sobre Flavia Pennetta, então número 8 do mundo e campeã do US Open daquele ano, na primeira rodada; foi a maior vitória de sua carreira de simples até então.
Também junto com a irmã, elas conquistaram o segundo título de duplas do WTA Tour na Brasil Tennis Cup de 2016, vencendo a dupla Timea Babos / Réka Luca Jani em sets diretos na final.

### 2022: Duas semifinais de Major, título WTA 1000, número 9 do mundo e estreia no WTA Finals
No Dubai Tennis Championships, Lyudmyla chegou à final em duplas, ao lado de Jeļena Ostapenko, mas foram derrotadas pela dupla "cabeça de chave" número dois, Veronika Kudermetova e Elise Mertens.
No Aberto da França, Lyudmyla chegou às semifinais de um torneio Major pela primeira vez em sua carreira fazendo parceria novamente com Ostapenko, caindo para as eventuais campeãs, Caroline Garcia e Kristina Mladenovic. Ela alcançou o top 20 em duplas em 6 de junho de 2022. Na semana seguinte, conquistou seu sexto título em Birmingham com Ostapenko. Em Wimbledon, chegaram novamente às semifinais, caindo novamente para as eventuais campeãs, desta vez Barbora Krejčíková e Kateřina Siniaková.
No Cincinnati Open, Lyudmyla chegou à final com Ostapenko derrotando as finalistas do Australian Open Beatriz Haddad Maia e Anna Danilina e a dupla primeira cabeça de chave, Kudermetova e Mertens. A dupla conquistou seu maior título até então, derrotando Nicole Melichar e Ellen Perez em sets diretos. Lyudmyla alcançou novos recordes de carreira em duplas no 10º lugar do mundo em 22 de agosto de 2022 e no 9º lugar em 12 de setembro de 2022.
Na edição inaugural do Tallinn Open em outubro, como dupla terceira cabeça de chave com sua irmã Nadia, ela conquistou seu oitavo título derrotando a dupla primeira cabeça de chave, Nicole Melichar e Laura Siegemund na final em jogo duro de três sets.
Lyudmyla e Ostapenko se classificaram para o WTA Finals, onde chegaram às semifinais.

### 2023: Campeã de duplas mistas de Wimbledon
Com Mate Pavić, Lyudmyla conquistou o título de Wimbledon em duplas mistas.
Lyudmyla foi selecionada para jogar no WTA Elite Trophy com Ulrikke Eikeri [en], porém perderam suas duas partidas iniciais na fase de grupos.

### 2024
Lyudmyla iniciou a temporada no torneio Brisbane International, na chave de duplas, ela e sua parceira Jeļena Ostapenko, cabeças de chave número cinco, conquistaram o título contra a dupla Greet Minnen [en] / Heather Watson em sets diretos. No Adelaide International, elas chegaram à semifinal da qual Ostapenko desistiu de participar.  No Australian Open ela e Otapenko chegaram à final que no entanto perderam para a dupla Hsieh Su-wei / Elise Mertens em sets diretos, ficando com o vice-campeonato. Em Dubai e em Indian Wells elas chegaram às quartas de final.
Iniciando a temporada em quadras de saibro, Lyudmyla e Stapenko chegaram à final em Charleston, que perderam para a dupla americana Ashlyn Krueger / Sloane Stephens em jogo de três sets. No Aberto de Madri, chegaram às quartas de final. O mesmo aconteceu no Aberto de Roma. Já no Aberto da França, não passaram da segunda rodada.

## Finais significativas

### Grand Slam

#### Duplas mistas: 1 (1 título)
| Status | Ano  | Campeonato | Piso  | Parceira   | Oponentes              | Placar              |
| ------ | ---- | ---------- | ----- | ---------- | ---------------------- | ------------------- |
| Venceu | 2023 | Wimbledon  | Grama | Mate Pavić | Xu Yifan Joran Vliegen | 6–4, 6–7(9–11), 6–3 |

### WTA 1000

#### Duplas: 1 (1 título)
| Status | Ano  | Campeonato      | Piso | Parceira         | Oponentes                            | Placar        |
| ------ | ---- | --------------- | ---- | ---------------- | ------------------------------------ | ------------- |
| Venceu | 2022 | Cincinnati Open | Duro | Jeļena Ostapenko | Nicole Melichar-Martinez Ellen Perez | 7–6(7–5), 6–3 |

### WTA Elite Trophy

#### Duplas: 2 (2 títulos)
| Status | Ano  | Campeonato        | Piso     | Parceira        | Oponentes                     | Placar           |
| ------ | ---- | ----------------- | -------- | --------------- | ----------------------------- | ---------------- |
| Venceu | 2018 | Zhuhai, China     | Duro (i) | Nadiia Kichenok | Shuko Aoyama Lidziya Marozava | 6–4, 3–6, [10–7] |
| Venceu | 2019 | Zhuhai, China (2) | Duro (i) | Andreja Klepač  | Duan Yingying Yang Zhaoxuan   | 6–3, 6–3         |

## Finais da WTA

### Duplas: 18 (9 títulos, 9 vices)
| Legenda       |
| ------------- |
| Grand Slam    |
| WTA 1000      |
| WTA 500       |
| WTA 250 (1–2) |

| Finais por piso |
| --------------- |
| Duro (7–8)      |
| Saibro (0–0)    |
| Grama (2–1)     |
| Carpete (0–0)   |

| Status | V–D | Data     | Torneio                           | Nível         | Piso     | Parceira         | Oponente                                 | Placar                |
| ------ | --- | -------- | --------------------------------- | ------------- | -------- | ---------------- | ---------------------------------------- | --------------------- |
| Perdeu | 0–1 | Set 2011 | Tashkent Open, Uzbekistan         | International | Duro     | Nadiia Kichenok  | Eleni Daniilidou Vitalia Diatchenko      | 4–6, 3–6              |
| Perdeu | 0–2 | Jan 2014 | Shenzhen Open, China              | International | Duro     | Nadiia Kichenok  | Monica Niculescu Klára Zakopalová        | 3–6, 4–6              |
| Venceu | 1–2 | Jan 2015 | Shenzhen Open, China              | International | Duro     | Nadiia Kichenok  | Liang Chen Wang Yafan                    | 6–4, 7–6(8–6)         |
| Venceu | 2–2 | Ago 2016 | Brasil Tennis Cup, Brasil         | International | Duro     | Nadiia Kichenok  | Tímea Babos Réka Luca Jani               | 6–3, 6–1              |
| Perdeu | 2–3 | Jan 2018 | Hobart International, Austrália   | International | Duro     | Makoto Ninomiya  | Elise Mertens Demi Schuurs               | 2–6, 2–6              |
| Perdeu | 2–4 | Jul 2018 | Silicon Valley Classic, U.S.      | Premier       | Duro     | Nadiia Kichenok  | Latisha Chan Květa Peschke               | 4–6, 1–6              |
| Venceu | 3–4 | Nov 2018 | WTA Elite Trophy, China           | Elite         | Duro     | Nadiia Kichenok  | Shuko Aoyama Lidziya Marozava            | 6–4, 3–6, [10–7]      |
| Venceu | 4–4 | Out 2019 | WTA Elite Trophy, China (2)       | Elite         | Duro     | Andreja Klepač   | Duan Yingying Yang Zhaoxuan              | 6–3, 6–3              |
| Venceu | 5–4 | Jun 2021 | Nottingham Open, UK               | WTA 250       | Grama    | Makoto Ninomiya  | Caroline Dolehide Storm Sanders          | 6–4, 6–7(3–7), [10–8] |
| Perdeu | 5–5 | Ago 2021 | Chicago Open, U.S.                | WTA 250       | Duro     | Makoto Ninomiya  | Nadiia Kichenok Raluca Olaru             | 6–7(6–8), 7–5, [8–10] |
| Perdeu | 5–6 | Out 2021 | Tenerife Open, Espanha            | WTA 250       | Duro     | Marta Kostyuk    | Ulrikke Eikeri Ellen Perez               | 3–6, 3–6              |
| Perdeu | 5–7 | Fev 2022 | Dubai Championships, EAU          | WTA 500       | Duro     | Jeļena Ostapenko | Veronika Kudermetova Elise Mertens       | 1–6, 3–6              |
| Venceu | 6–7 | Jun 2022 | Birmingham Classic, UK            | WTA 250       | Grama    | Jeļena Ostapenko | Elise Mertens Zhang Shuai                | w/o                   |
| Perdeu | 6–8 | Jun 2022 | Eastbourne International, UK      | WTA 500       | Grama    | Jeļena Ostapenko | Aleksandra Krunić Magda Linette          | w/o                   |
| Venceu | 7–8 | Ago 2022 | Cincinnati Open, U.S.             | WTA 1000      | Duro     | Jeļena Ostapenko | Nicole Melichar-Martinez Ellen Perez     | 7–6(7–5), 6–3         |
| Venceu | 8–8 | Out 2022 | Tallinn Open, Estonia             | WTA 250       | Duro (i) | Nadiia Kichenok  | Nicole Melichar-Martinez Laura Siegemund | 7–5, 4–6, [10–7]      |
| Perdeu | 8–9 | Fev 2023 | Qatar Ladies Open, Qatar          | WTA 500       | Duro     | Jeļena Ostapenko | Coco Gauff Jessica Pegula                | 4–6, 6–2, [7–10]      |
| Venceu | 9–9 | Jan 2024 | Brisbane International, Austrália | WTA 500       | Duro     | Jeļena Ostapenko | Greet Minnen Heather Watson              | 7–5, 6–2              |

## Finais do Circuito ITF

### Simples: 12 (6 títulos, 6 vices)
| Legenda                      |
| ---------------------------- |
| Torneios de US$ 100.000      |
| Torneios de US$ 80.000       |
| Torneios de US$ 60.000 (1–2) |
| Torneios de US$ 25.000 (3–4) |
| Torneios de US$ 10.000 (2–0) |

| Finais por piso |
| --------------- |
| Duro (4–3)      |
| Saibro (1–0)    |
| Grama (0–0)     |
| Carpete (1–3)   |

| Status | V–D | Data        | Torneio                     | Nível  | Piso        | Oponente              | Placar           |
| ------ | --- | ----------- | --------------------------- | ------ | ----------- | --------------------- | ---------------- |
| Venceu | 1–0 | 16 Out 2009 | ITF Kharkiv, Ukraine        | 10,000 | Carpete (i) | Nadiia Kichenok       | 6–7(2), 6–3, 6–2 |
| Venceu | 2–0 | 1 Nov 2009  | ITF Stockholm, Sweden       | 10,000 | Duro (i)    | Marta Sirotkina       | 6–3, 6–3         |
| Loss   | 2–1 | 15 Nov 2009 | ITF Minsk, Belarus          | 50,000 | Duro (i)    | Anna Lapushchenkova   | 7–5, 6–7(3), 2–6 |
| Loss   | 2–2 | 4 Abr 2010  | ITF Khanty-Mansiysk, Russia | 50,000 | Carpete (i) | Anna Lapushchenkova   | 2–6, 2–6         |
| Venceu | 3–2 | 22 Mai 2010 | ITF Kharkiv, Ukraine        | 25,000 | Saibro      | Elina Svitolina       | 6–2, 4–6, 6–1    |
| Venceu | 4–2 | 27 Mar 2011 | ITF Moscow, Russia          | 25,000 | Duro (i)    | Daria Gavrilova       | 6–2, 6–0         |
| Loss   | 4–3 | 25 Mar 2012 | ITF Moscow, Russia          | 25,000 | Duro (i)    | Margarita Gasparyan   | 0–6, ret.        |
| Venceu | 5–3 | 26 Mai 2012 | ITF Astana, Kazakhstan      | 25,000 | Duro        | Lisa Whybourn         | 4–6, 6–4, 6–2    |
| Loss   | 5–4 | 16 Jun 2012 | ITF Bukhara, Uzbekistan     | 25,000 | Duro        | Zarina Diyas          | 0–6, 0–6         |
| Loss   | 5–5 | 10 Nov 2012 | ITF Minsk, Belarus          | 25,000 | Duro (i)    | Aliaksandra Sasnovich | 0–6, 6–7(4)      |
| Loss   | 5–6 | 15 Jul 2013 | ITF Imola, Italy            | 25,000 | Carpete     | Victoria Kan          | 6–3, 5–7, 2–6    |
| Venceu | 6–6 | 18 Ago 2013 | ITF Kazan, Russia           | 50,000 | Duro        | Valentyna Ivakhnenko  | 6–2, 2–6, 6–2    |

### Duplas: 51 (28 títulos, 23 vices)
| Legenda                        |
| ------------------------------ |
| Torneios de US$ 100.000 (1–2)  |
| Torneios de US$ 80.000 (0–2)   |
| Torneios de US$ 60.000 (9–4)   |
| Torneios de US$ 25.000 (16–12) |
| Torneios de US$ 10.000 (2–3)   |

| Finais por piso |
| --------------- |
| Duro (19–11)    |
| Saibro (3–9)    |
| Grama (1–1)     |
| Carpete (5–2)   |

| Status | V–D | Data        | Torneio                              | Nível   | Piso        | Parceira            | Oponentes                                   | Placar              |
| ------ | --- | ----------- | ------------------------------------ | ------- | ----------- | ------------------- | ------------------------------------------- | ------------------- |
| Perdeu | 1.  | 1 Out 2006  | ITF Podgorica, Montenegro            | 25,000  | Saibro      | Nadiia Kichenok     | Josipa Bek Karolina Jovanović               | 4–6, 7–5, 2–6       |
| Perdeu | 2.  | 25 Mai 2007 | ITF Cherkassy, Ukraine               | 10,000  | Saibro      | Nadiia Kichenok     | Katerina Avdiyenko Anna Zaporozhanova       | 6–7(3), 2–6         |
| Perdeu | 3.  | 3 Ago 2008  | ITF Dnipropetrovsk, Ukraine          | 50,000  | Saibro      | Nadiia Kichenok     | Vasilisa Davydova Maria Kondratieva         | 3–6, 1–6            |
| Perdeu | 4.  | 29 Ago 2008 | ITF Bucharest, Romania               | 10,000  | Saibro      | Nadiia Kichenok     | Laura-Ioana Andrei Irina-Camelia Begu       | 2–6, 6–3, [6–10]    |
| Perdeu | 5.  | 29 Mar 2009 | ITF Moscow, Russia                   | 25,000  | Duro (i)    | Nadiia Kichenok     | Vitalia Diatchenko Ekaterina Dzehalevich    | 1–6, 1–6            |
| Perdeu | 6.  | 22 Mai 2009 | ITF Kharkiv, Ukraine                 | 25,000  | Saibro      | Nadiia Kichenok     | Ksenia Milevskaya Lesia Tsurenko            | 4–6, 4–6            |
| Venceu | 1.  | 13 Set 2009 | ITF Alphen aan den Rijn, Netherlands | 25,000  | Saibro      | Nadiia Kichenok     | Chayenne Ewijk Marlot Meddens               | 6–2, 4–6, [10–8]    |
| Venceu | 2.  | 16 Out 2009 | ITF Kharkiv, Ukraine                 | 10,000  | Carpete (i) | Nadiia Kichenok     | Veronika Kapshay Irina Kuzmina              | 2–6, 6–2, [10–3]    |
| Venceu | 3.  | 1 Nov 2009  | ITF Stockholm, Sweden                | 10,000  | Duro (i)    | Nadiia Kichenok     | Alexandra Artamonova Lidziya Marozava       | 6–3, 6–1            |
| Venceu | 4.  | 14 Nov 2009 | ITF Minsk, Belarus                   | 50,000  | Duro (i)    | Nadiia Kichenok     | Vesna Dolonc Evgeniya Rodina                | 6–3, 7–6(7)         |
| Perdeu | 7.  | 22 Nov 2009 | ITF Opole, Poland                    | 25,000  | Carpete (i) | Nadiia Kichenok     | Ana Jovanović Justine Ozga                  | 4–6, 4–6            |
| Perdeu | 8.  | 7 Fev 2010  | ITF Rancho Mirage, U.S.              | 25,000  | Duro        | Nadiia Kichenok     | Monique Adamczak Abigail Spears             | 3–6, 4–6            |
| Perdeu | 9.  | 28 Mar 2010 | ITF Moscow, Russia                   | 25,000  | Duro (i)    | Nadiia Kichenok     | Nina Bratchikova Irena Pavlovic             | 7–6(4), 2–6, [3–10] |
| Perdeu | 10. | 3 Abr 2010  | ITF Khanty-Mansiysk, Russia          | 50,000  | Carpete (i) | Nadiia Kichenok     | Alexandra Panova Ksenia Pervak              | 6–7(7), 6–2, [7–10] |
| Venceu | 5.  | 8 Mai 2010  | ITF Kharkiv, Ukraine                 | 25,000  | Duro        | Nadiia Kichenok     | Kateryna Kozlova Elina Svitolina            | 6–4, 6–2            |
| Perdeu | 11. | 21 Mai 2010 | ITF Kharkiv, Ukraine                 | 25,000  | Saibro      | Nadiia Kichenok     | Katerina Avdiyenko Ksenia Milevskaya        | 4–6, 2–6            |
| Perdeu | 12. | 20 Jun 2010 | ITF Montpellier, France              | 25,000  | Saibro      | Amandine Hesse      | Lu Jingjing Laura Siegemund                 | 4–6, 2–6            |
| Perdeu | 13. | 27 Jun 2010 | ITF Périgueux, France                | 25,000  | Saibro      | Nadiia Kichenok     | Elise Tamaëla Scarlett Werner               | 2–6, 1–6            |
| Venceu | 6.  | 10 Out 2010 | ITF Limoges, France                  | 25,000  | Duro (i)    | Nadiia Kichenok     | Claire Feuerstein Caroline Garcia           | 6–7(5), 6–4, [10–8] |
| Venceu | 7.  | 26 Mar 2011 | ITF Moscow, Russia                   | 25,000  | Duro (i)    | Nadiia Kichenok     | Alexandra Panova Olga Panova                | 6–3, 6–3            |
| Venceu | 8.  | 30 Abr 2011 | ITF Minsk, Belarus                   | 25,000  | Duro (i)    | Nadiia Kichenok     | Teodora Mirčić Nicole Rottmann              | 6–1, 6–2            |
| Perdeu | 14. | 5 Jun 2011  | ITF Přerov, Czech Republic           | 25,000  | Saibro      | Nadiia Kichenok     | Kateřina Kramperová Karolína Plíšková       | 3–6, 4–6            |
| Venceu | 9.  | 16 Out 2011 | ITF Joué-lès-Tours, France           | 50,000  | Duro (i)    | Nadiia Kichenok     | Eirini Georgatou Irena Pavlovic             | 6–2, 6–0            |
| Venceu | 10. | 6 Nov 2011  | ITF Istanbul, Turkey                 | 25,000  | Duro (i)    | Nadiia Kichenok     | Mervana Jugić-Salkić Ana Vrljić             | 4–6, 6–1, [10–7]    |
| Perdeu | 15. | 22 Jan 2012 | ITF Stuttgart, Germany               | 10,000  | Duro (i)    | Nadiia Kichenok     | Paula Kania Ksenia Lykina                   | 3–6, 4–6            |
| Venceu | 11. | 20 Mai 2012 | ITF Fergana, Uzbekistan              | 25,000  | Duro        | Nadiia Kichenok     | Albina Khabibulina Anastasiya Vasylyeva     | 6–4, 6–1            |
| Venceu | 12. | 16 Jun 2012 | ITF Bukhara, Uzbekistan              | 25,000  | Duro        | Nadiia Kichenok     | Valentyna Ivakhnenko Kateryna Kozlova       | 7–5, 7–5            |
| Venceu | 13. | 21 Jul 2012 | ITF Donetsk, Ukraine                 | 50,000  | Duro        | Nadiia Kichenok     | Valentyna Ivakhnenko Kateryna Kozlova       | 6–2, 7–5            |
| Perdeu | 16. | 28 Jul 2012 | ITF Nur-Sultan, Kazakhstan           | 100,000 | Duro        | Nadiia Kichenok     | Oksana Kalashnikova Marta Sirotkina         | 6–3, 4–6, [2–10]    |
| Perdeu | 17. | 18 Ago 2012 | ITF Kazan, Russia                    | 50,000  | Duro        | Nadiia Kichenok     | Valentyna Ivakhnenko Kateryna Kozlova       | 4–6, 7–6(6), [4–10] |
| Venceu | 14. | 3 Nov 2012  | ITF Netanya, Israel                  | 25,000  | Duro        | Nadiia Kichenok     | Zuzana Luknárová Anna Karolína Schmiedlová  | 6–1, 6–4            |
| Perdeu | 18. | 10 Nov 2012 | ITF Minsk, Belarus                   | 25,000  | Duro (i)    | Nadiia Kichenok     | Ekaterina Dzehalevich Aliaksandra Sasnovich | 6–1, 2–6, [3–10]    |
| Venceu | 15. | 18 Nov 2012 | ITF Helsinki, Finland                | 25,000  | Carpete (i) | Nadiia Kichenok     | Irina Buryachok Valeria Solovyeva           | 6–3, 6–3            |
| Perdeu | 19. | 30 Mar 2013 | ITF Tallinn, Estonia                 | 25,000  | Duro (i)    | Nadiia Kichenok     | Anett Kontaveit Jeļena Ostapenko            | 6–2, 5–7, [0–10]    |
| Venceu | 16. | 13 Jul 2013 | ITF Istanbul, Turkey                 | 25,000  | Duro        | Oksana Kalashnikova | Alona Fomina Anja Prislan                   | 6–2, 4–6, [10–7]    |
| Venceu | 17. | 20 Jul 2013 | ITF Imola, Italy                     | 25,000  | Carpete     | Jeļena Ostapenko    | Katharina Lehnert Alice Matteucci           | 6–4, 3–6, [10–3]    |
| Venceu | 18. | 27 Jul 2013 | ITF Nur-Sultan, Kazakhstan           | 100,000 | Duro        | Nadiia Kichenok     | Nina Bratchikova Valeria Solovyeva          | 6–2, 6–2            |
| Venceu | 19. | 28 Set 2013 | ITF Fergana, Uzbekistan              | 25,000  | Duro        | Polina Pekhova      | Michaela Hončová Veronika Kapshay           | 6–4, 6–2            |
| Venceu | 20. | 9 Nov 2013  | ITF Astana, Kazakhstan               | 25,000  | Duro        | Nadiia Kichenok     | Alexandra Artamonova Eugeniya Pashkova      | 6–1, 6–1            |
| Perdeu | 20. | 15 Nov 2013 | ITF Dubai, UAE                       | 75,000  | Duro        | Nadiia Kichenok     | Olga Savchuk Vitalia Diatchenko             | 5–7, 1–6            |
| Venceu | 21. | 7 Mar 2014  | ITF Campinas, Brazil                 | 25,000  | Saibro      | Alexandra Panova    | Laura Thorpe Stephanie Vogt                 | 6–1, 6–3            |
| Venceu | 22. | 29 Mar 2014 | ITF Croissy-Beaubourg, France        | 50,000  | Duro (i)    | Margarita Gasparyan | Kristina Barrois Eleni Daniilidou           | 6–2, 6–4            |
| Venceu | 23. | 1 Nov 2014  | ITF Nantes, France                   | 50,000  | Duro (i)    | Nadiia Kichenok     | Stéphanie Foretz Amandine Hesse             | 6–2, 6–3            |
| Perdeu | 21. | 15 Nov 2014 | ITF Dubai, UAE                       | 75,000  | Duro        | Olga Savchuk        | Alexandra Panova Vitalia Diatchenko         | 6–3, 2–6, [4–10]    |
| Venceu | 24. | 21 Fev 2015 | ITF Kreuzlingen, Switzerland         | 50,000  | Carpete (i) | Nadiia Kichenok     | Stéphanie Foretz Irina Ramialison           | 6–3, 6–3            |
| Venceu | 25. | 25 Abr 2015 | ITF İstanbul, Turkey                 | 50,000  | Duro        | Nadiia Kichenok     | Valentyna Ivakhnenko Polina Monova          | 6–4, 6–3            |
| Venceu | 26. | 14 Jun 2015 | ITF Surbiton, UK                     | 50,000  | Grama       | Xenia Knoll         | Tara Moore Nicola Slater                    | 7–6(6), 6–3         |
| Venceu | 27. | 19 Mar 2016 | ITF Irapuato, Mexico                 | 25,000  | Duro        | Nadiia Kichenok     | Akiko Omae Prarthana Thombare               | 6–1, 6–4            |
| Perdeu | 22. | 11 Mar 2017 | ITF Zhuhai, China                    | 60,000  | Duro        | Nadiia Kichenok     | Lesley Kerkhove Lidziya Marozava            | 4–6, 2–6            |
| Venceu | 28. | 18 Mar 2017 | ITF Pingshan, China                  | 60,000  | Duro        | Nadiia Kichenok     | Eri Hozumi Valeria Savinykh                 | 6–4, 6–4            |
| Perdeu | 23. | 30 Jun 2017 | ITF Southsea, UK                     | 100,000 | Grama       | Viktorija Golubic   | Shuko Aoyama Yang Zhaoxuan                  | 7–6(7), 3–6, [8–10] |